# الغواصة الألمانية يو-52 (1939)
غواصة يو-52 غواصة يو ألمانية من الفئة الثانية بي بنيت لسلاح بحرية ألمانيا النازية كريغسمارينه، في أحواض بناء السفن الألمانية التابع لفريدريش كروب في كيل خلال الحرب العالمية الثانية.